# Choerodon jordani
Choerodon jordani är en fiskart som först beskrevs av Snyder, 1908.  Choerodon jordani ingår i släktet Choerodon och familjen läppfiskar. IUCN kategoriserar arten globalt som livskraftig. Inga underarter finns listade i Catalogue of Life.